# Pygargue à tête blanche
Haliaeetus leucocephalus
Vous lisez un « bon article » labellisé en 2007.
Espèce
Statut de conservation UICN

 LC  : Préoccupation mineure
Statut CITES
|                                                                  |  |  |
| Pygargue à tête blanche : jeune (à gauche) et adulte (à droite). |  |  |

Le Pygargue à tête blanche (Haliaeetus leucocephalus) est une espèce de rapaces diurne qui vit en Amérique du Nord.
Malgré son nom anglais de Bald Eagle (« aigle chauve ») ou sa dénomination populaire d'« aigle à tête blanche », il ne s'agit pas d'un aigle “véritable” du genre Aquila mais d'un pygargue du genre Haliaeetus : il s'en distingue par son régime alimentaire, essentiellement composé de poissons, mais aussi par son bec massif et par le fait que ses pattes ne sont pas recouvertes de plumes jusqu'aux serres, l'un des caractères propres aux vrais aigles. Alors que l'aigle vit dans les massifs forestiers et les montagnes, le pygargue préfère les lacs, les rivières et les zones côtières, où il peut trouver sa nourriture. À ce titre, il est parfois nommé « aigle de mer » ou « aigle pêcheur » américain.
Subdivisé en deux sous-espèces, il se rencontre sur presque toute la superficie de l'Amérique du Nord, de l'Alaska au nord jusqu'au Mexique au sud tant sur la côte Atlantique que Pacifique.
Emblème national des États-Unis, l'espèce a été un temps menacée dans ce pays au XXe siècle.

## Description

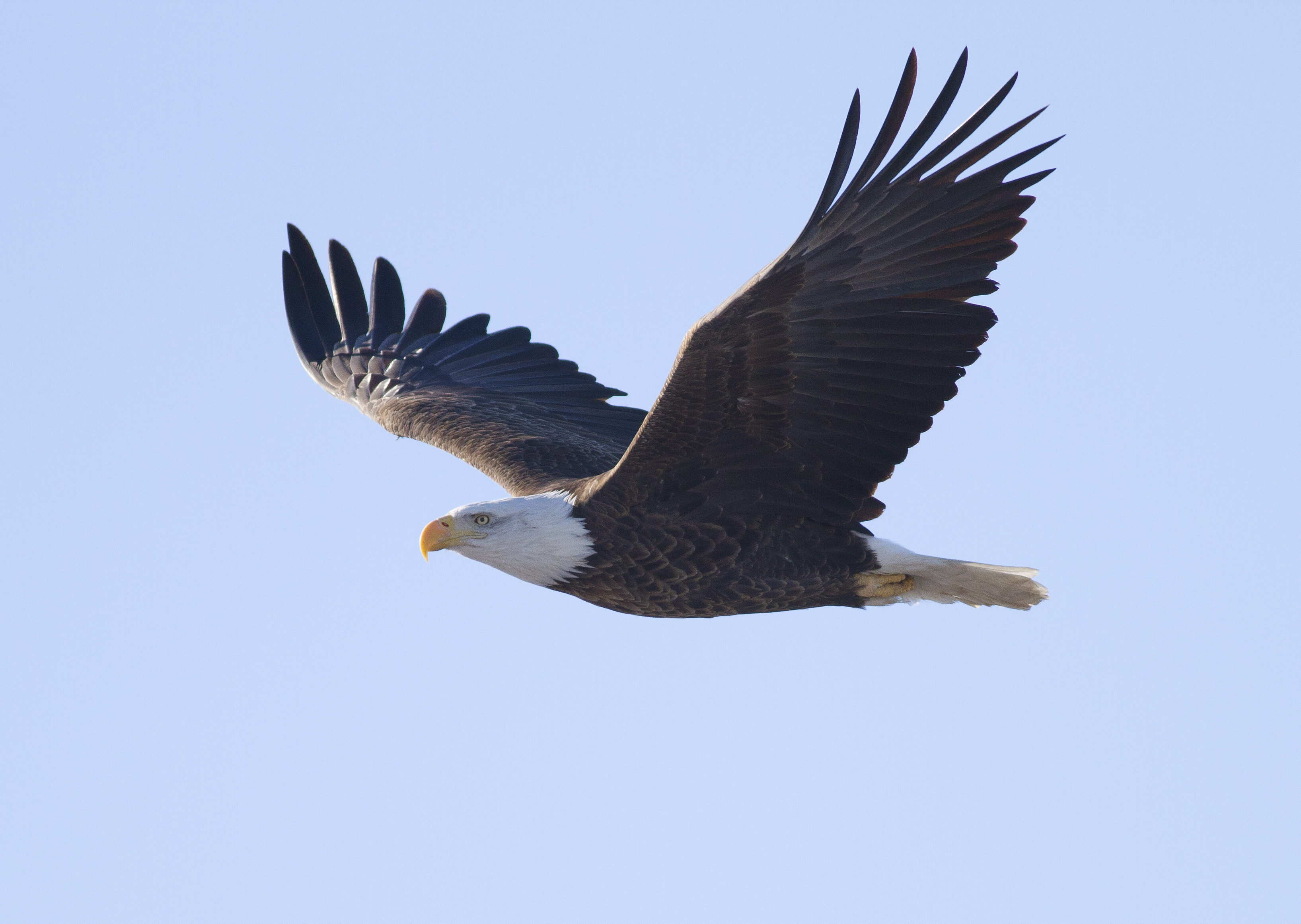
Pygargue à tête blanche en vol.

### Taille et poids
Parfois appelé à tort « Aigle royal » (dénomination se rapportant exclusivement à l'espèce Aquila chrysaetos), le Pygargue à tête blanche présente un dimorphisme sexuel car les femelles sont 25 % plus grandes que les mâles. Aussi l'envergure maximale de l'oiseau varie de 179 centimètres pour le mâle à 243 pour la femelle. De même, cette dernière pèse environ 5,8 kilogrammes et le mâle 4,1.
La taille varie également en fonction des régions : les plus petits spécimens vivent en Floride, au sud-est des États-Unis, où l'adulte mâle dépasse rarement les 3,8 kilogrammes pour une envergure de 1,8 mètre. Les pygargues à tête blanche les plus imposants se trouvent en Alaska, où les plus grands pèsent plus de 7 kilogrammes pour une envergure de plus de 2,4 mètres.

### Plumage
On reconnaît facilement l'individu adulte à son plumage brun, sa tête et sa queue blanches. Mâle et femelle ne présentent aucune différence de plumage. Les jeunes sont complètement bruns sauf pour les pattes.
Les yeux et les pattes du Pygargue à tête blanche sont d'un jaune vif, tout comme son bec, crochu et massif. La queue de l'animal est moyennement longue et légèrement en forme de coin. Les pattes sont dépourvues de plumes. Les orteils sont courts et munis de puissantes serres qui permettent de saisir et d'immobiliser les proies, celle qui se trouve à l'arrière du talon étant utilisée pour les transpercer.
Le plumage du jeune est brun avec des taches blanches jusqu'à ce que l'individu atteigne sa maturité sexuelle, vers l'âge de quatre ou cinq ans,. Bien qu'ils soient tous deux globalement bruns, l'immature de Pygargue à tête blanche se distingue de l'Aigle royal (également présent en Amérique du Nord) par ses parties inférieures plus largement blanches et aux motifs moins bien définis, son bec plus large, sa tête proéminente, ses pattes dépourvues de plumes et ses ailes larges tenues à plat en vol.

## Taxonomie

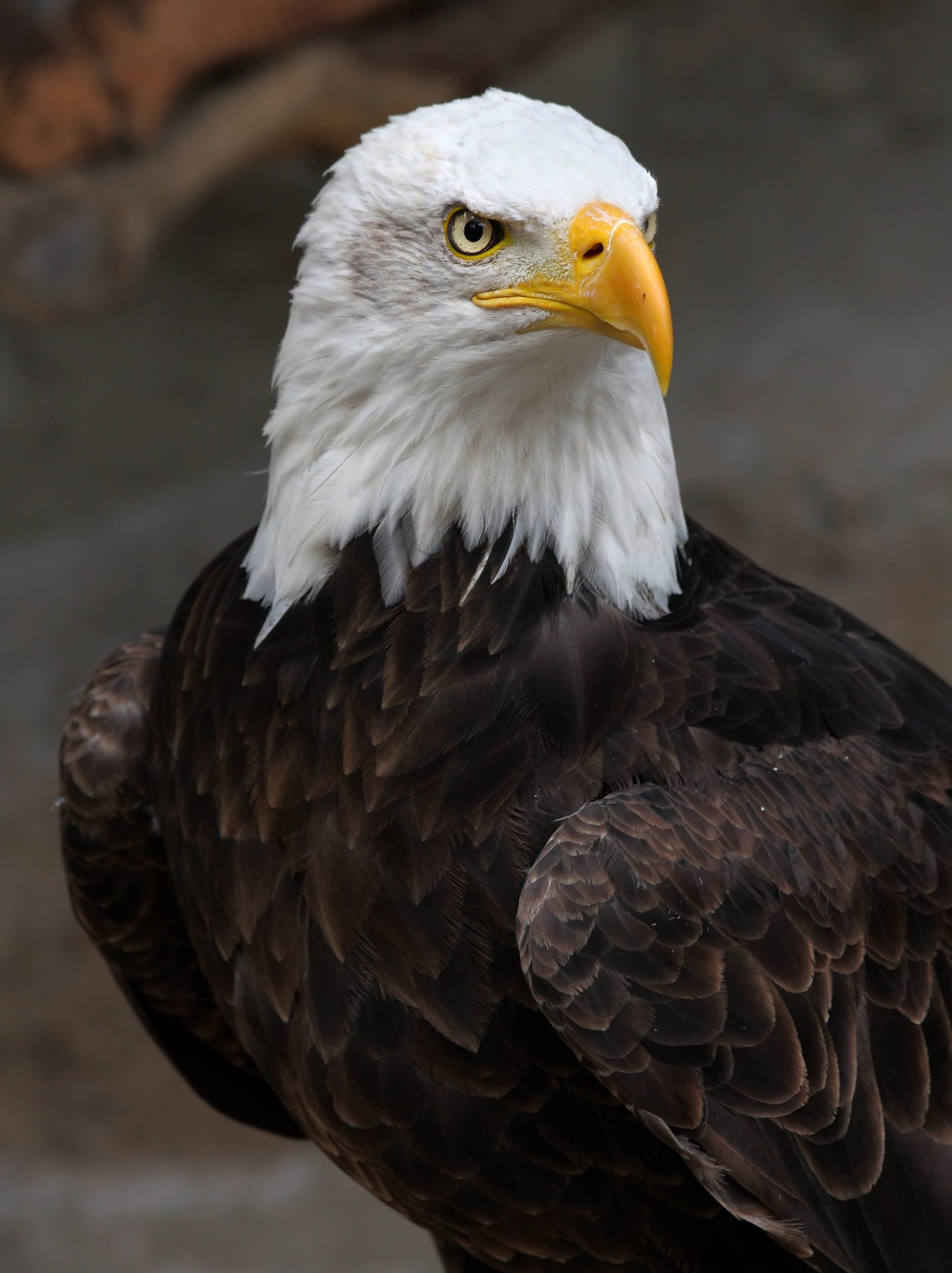
Un pygargue à tête blanche en captivité en Allemagne.

En anglais, le pygargue à tête blanche (Haliaeetus leucocephalus) porte le nom de Bald Eagle qui provient du mot piebald désignant un animal bicolore ou pie. Le nom scientifique vient du grec haliaetos repris par le latin (haliaeetus) qui signifie « aigle de mer ». Leucocephalus signifie « tête blanche » et vient du grec λευκός / leukós, « blanc » et κεφαλή / kephalế, « tête »),.
Le pygargue à tête blanche a été décrit par le naturaliste suédois Carl von Linné (1707-1778), dans son ouvrage Systema Naturae, sous le nom de Falco leucocephalus.
D'après la classification de référence (version 14.1, 2024) de l'Union internationale des ornithologues, le Pygargue à tête blanche possède 2 sous-espèces (ordre philogénique) :
- Haliaeetus leucocephalus washingtoniensis (Audubon, 1827), synonyme de H. l. alascanus Townsend, 1897, est la sous-espèce vivant au nord des États-Unis, au Canada et en Alaska[1],[10]. Elle est présente au sud du 38e parallèle nord sur le littoral atlantique des États-Unis, par exemple dans la région du Cap Hatteras[11]. Cette sous-espèce est plus grande que la forme nominale ;
- Haliaeetus leucocephalus leucocephalus (Linnaeus, 1766) se différencie du H. l. washingtoniensis au sud du 38e parallèle nord, soit à peu près à la latitude de la ville de San Francisco en Californie[11]. Il se rencontre dans le sud des États-Unis et en Basse-Californie (Mexique)[10].

## Répartition

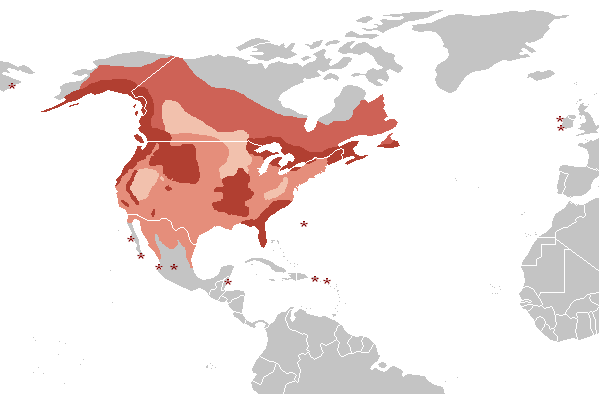
Présence uniquement aux périodes de migration
Présence uniquement l'hiver (aire d'hivernage)
Présence uniquement l'été (aire de nidification)
Présence à l'année (nidification, migration, hivernage)

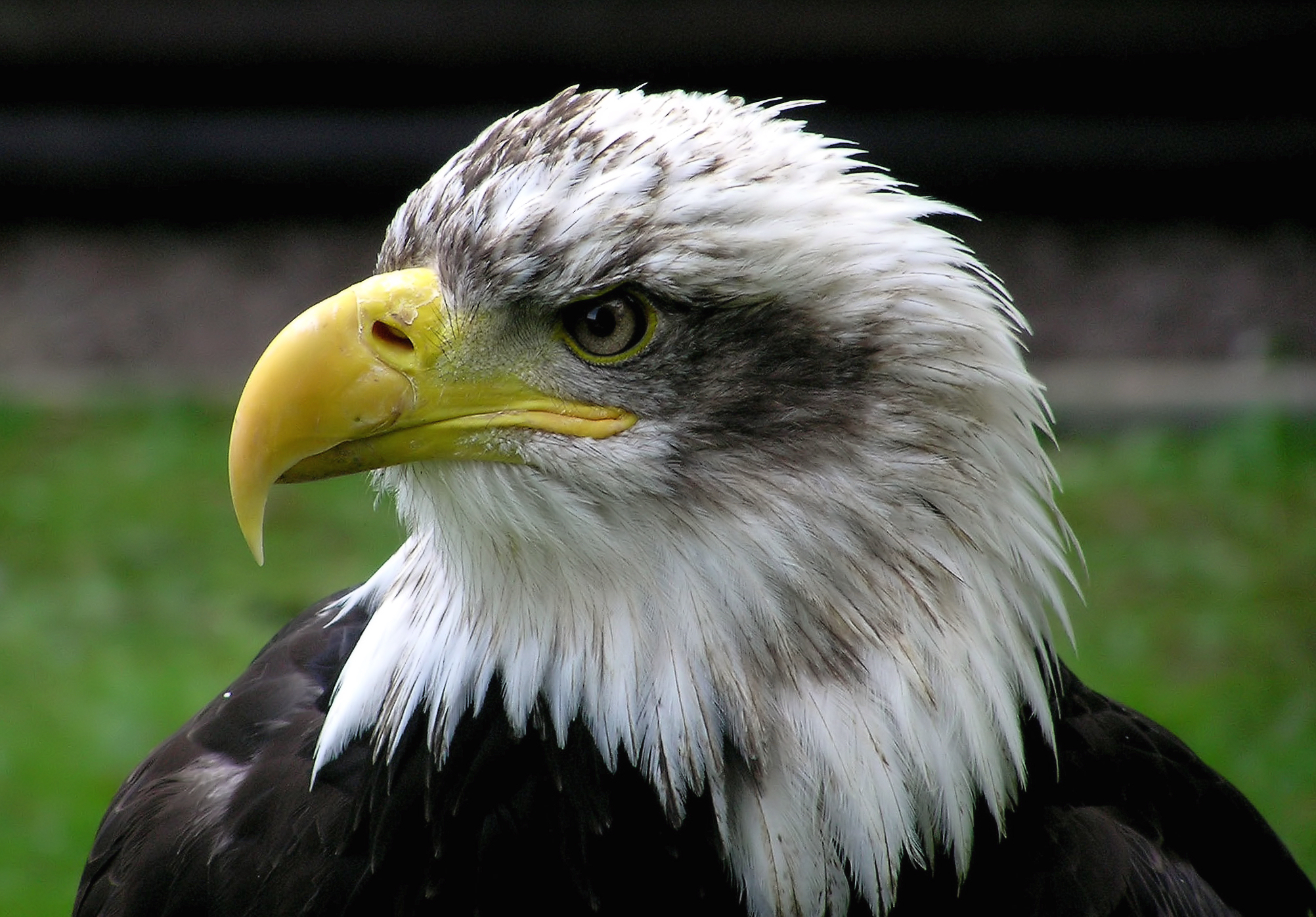
Pygargue à tête blanche dans un parc animalier, North Devon, Angleterre.

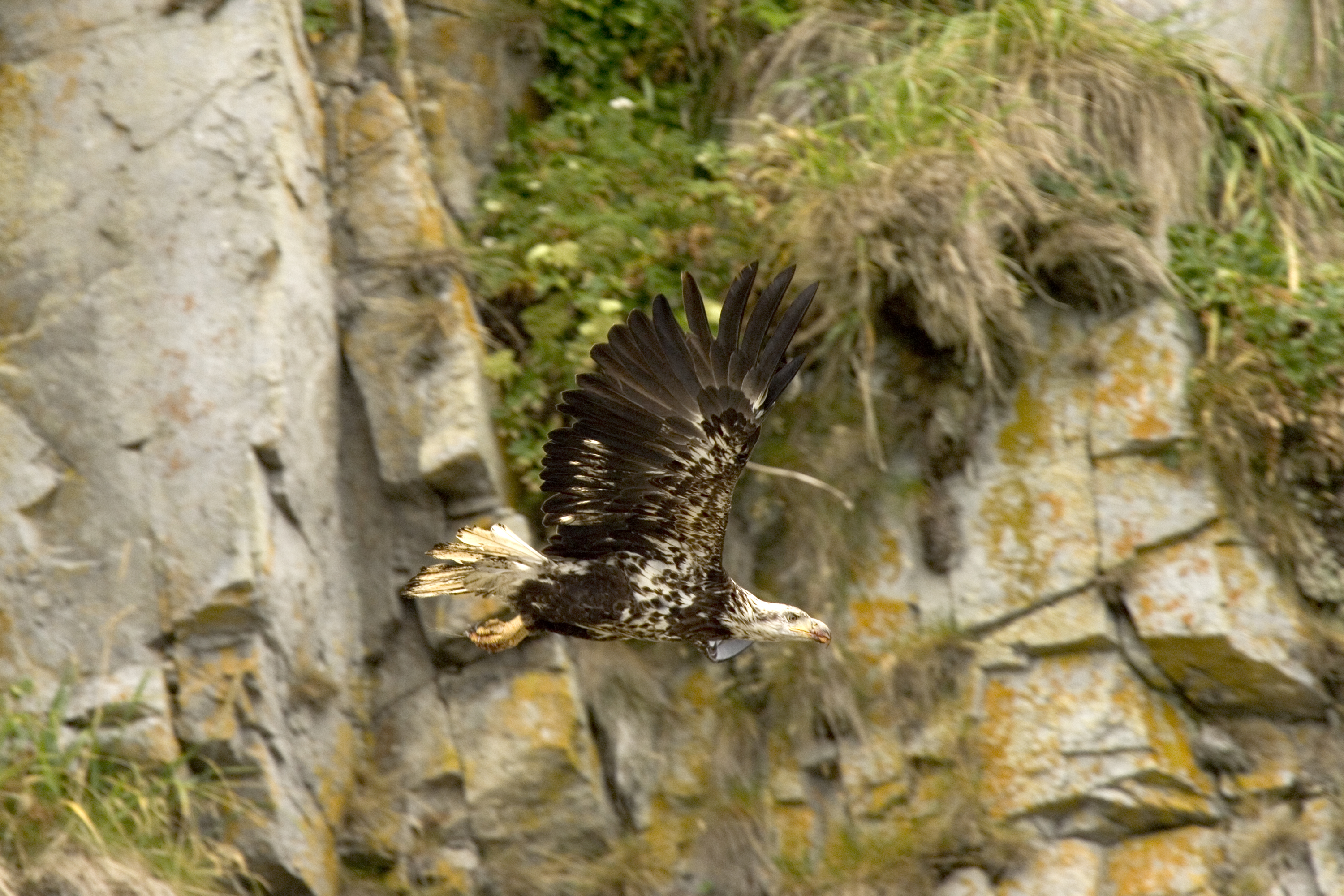
Un jeune pygargue à tête blanche en Alaska.

Des études ont montré qu'il préfère les étendues d'eau d'une circonférence supérieure à 10 kilomètres.
Ce rapace a besoin de grands arbres (conifères ou feuillus) pour se percher et faire son nid. Il choisit des forêts dont la canopée couvre de 20 à 60 % et se trouvant près d'un point d'eau.
Le pygargue à tête blanche est sensible aux activités humaines et recherche les zones les plus sauvages. Au milieu des années 1980, une étude concluait ainsi qu'il préférait nicher à plus de 1,2 kilomètre des secteurs faiblement peuplés par l'Homme et à plus de 1,8 kilomètre des secteurs urbanisés ou moyennement occupés. Cependant, dès le début des années 1990, plusieurs études montrent que grâce à l'abandon du DDT et aux efforts de conservation, l'espèce est dorénavant capable de s'adapter à des environnements périurbains ou urbains relativement peuplés, de l'Alaska au sud de la Californie en passant par l'État de Washington, à Seattle ainsi qu'en Colombie-Britannique, à Vancouver.
L'aire de répartition naturelle du pygargue à tête blanche couvre la plus grande partie de l'Amérique du Nord, du Mexique au sud, au Canada et à l'Alaska au nord, en passant par les États-Unis. C'est la seule espèce de pygargue présente sur le continent nord-américain. L'oiseau peut vivre dans des milieux naturels très divers, des bayous de Louisiane au désert de Sonora, jusqu'aux forêts du Québec et de la Nouvelle-Angleterre. Ceux qui occupent le nord du continent américain migrent, alors que les autres restent toute l'année sur leur territoire de chasse.
Les pygargues à tête blanche se rassemblent dans certains secteurs en hiver. Ainsi, de novembre à février, 1 000 à 2 000 oiseaux hivernent à Squamish, à mi-chemin entre Vancouver et Whistler. Ils se nourrissent de saumons dans les rivières Squamish et Cheakamus.

## Éthologie
En vol, le pygargue à tête blanche utilise les courants ascendants pour se déplacer. Il peut atteindre facilement les vitesses de 56 kilomètres par heure en vol plané à 70 en vol battu. Il peut voler à environ 50 kilomètres par heure pour attraper un poisson. Dans les régions septentrionales, l'oiseau migre vers les côtes ou vers le Sud au début de l'hiver, lorsque les lacs et les cours d'eau commencent à geler. Il choisit ses routes de migration en fonction des courants, des ascendances et des ressources en nourriture. Il se déplace alors pendant le jour pour profiter des courants produits par la chaleur du soleil.
Le pygargue à tête blanche émet un cri strident ponctué de sortes de grognements. Mais il ne produit pas le cri que l'on peut entendre dans les films, qui utilisent généralement celui de la Buse à queue rousse, pour renforcer l'effet dramatique.

### Régime alimentaire

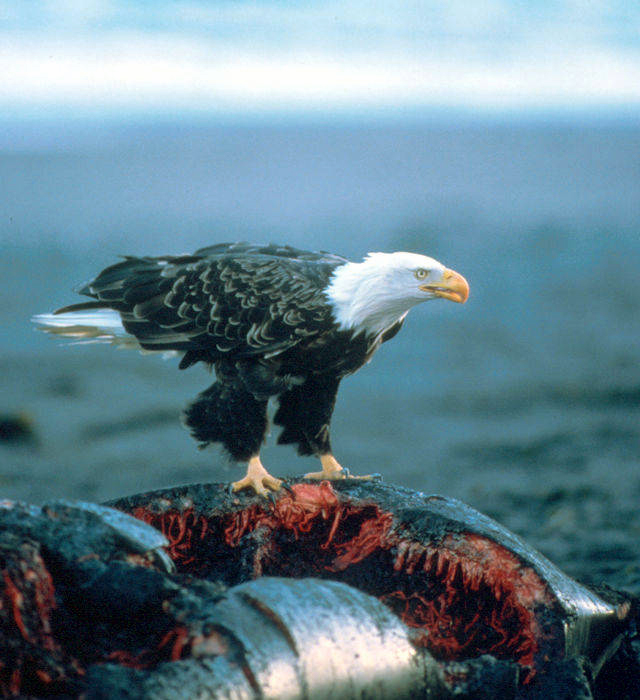
Pygargue à tête blanche sur le cadavre d'une baleine.

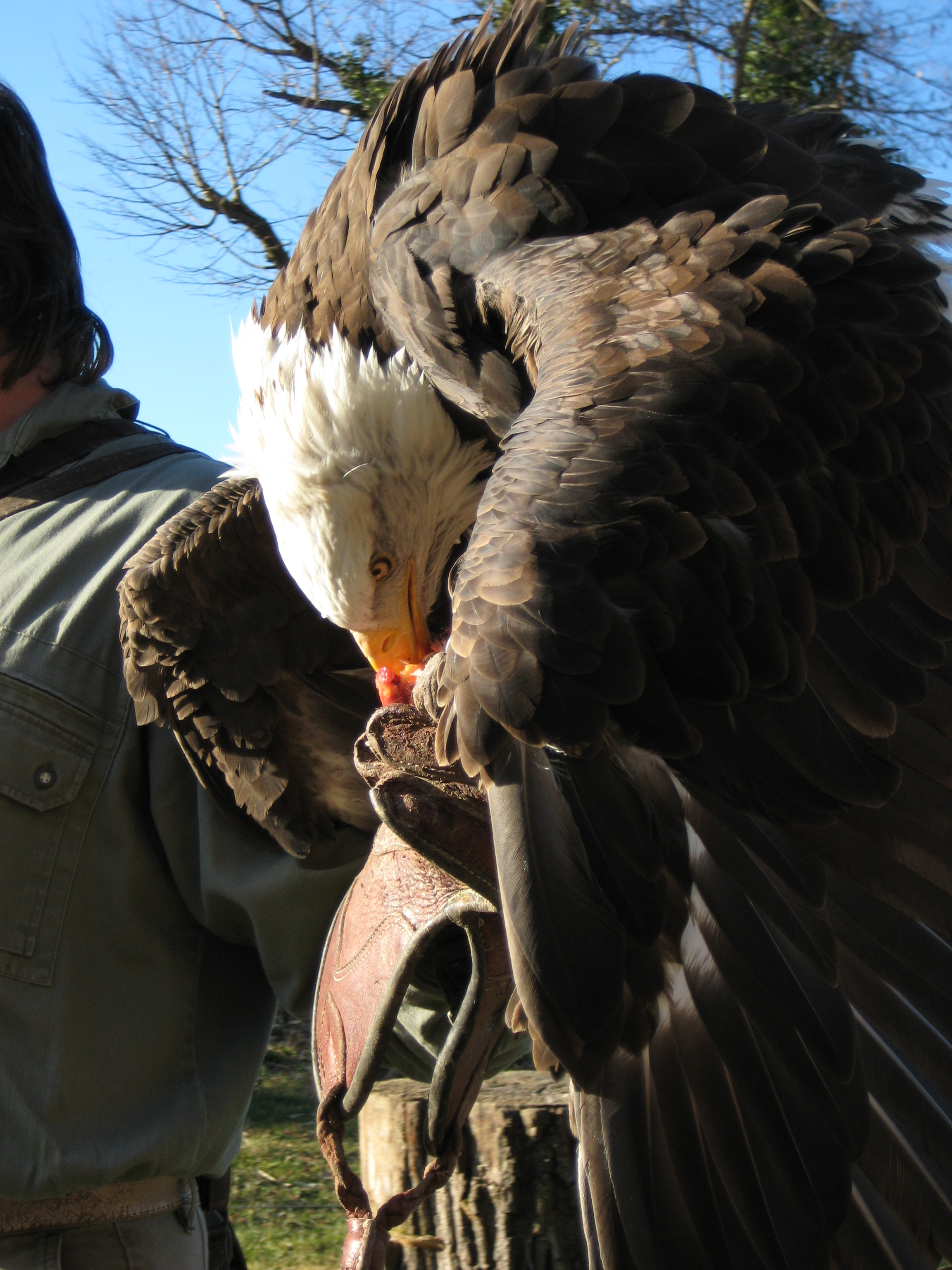
Alimentation.

Sur le littoral nord-ouest du Pacifique, les truites et les saumons composent l'essentiel de son alimentation. Localement, son régime peut toutefois s'écarter substantiellement du schéma général. Ainsi, en Colombie-Britannique, les poissons n'entrent que pour 10 % dans son alimentation, alors que les invertébrés marins en représentent 45 % et les oiseaux 41 %. Dans certaines situations, notamment en hiver, il peut se nourrir de charognes d'ongulés, de baleines ou de poissons. Il lui arrive de prendre sa nourriture dans les campings, sur les aires de pique-nique et dans les décharges. Quand il pêche, il n'entre pas dans l'eau comme le balbuzard pêcheur, mais recherche les poissons morts ou mourants ou des poissons de surface. En plein vol, il tend son cou en avant, puis le rejette en arrière jusqu’à toucher son dos. Il capture poissons volants et anguilles en les retenant à l’aide de ses puissantes serres. Le pygargue à tête blanche peut nager s'il est menacé et il arrive qu'il se noie ou qu'il meure d'hypothermie.
Il peut aussi se nourrir d'oiseaux comme les grèbes, les pingouins, les mouettes, les canards, les foulques, les aigrettes et les oies ; il peut parfois s'attaquer à des proies plus importantes comme le Grand Héron ou le cygne, mais aussi à des mammifères comme les lapins, les lièvres, les renards, les ratons laveurs, les rats musqués, les loutres de mer et les faons. Sur Protection Island, une très importante colonie d’oiseaux marins de l’État de Washington, les placentas et les cadavres de veaux marins nouveau-nés constituent une ressource alimentaire majeure pour les pygargues. Les reptiles, amphibiens et crustacés (en particulier les crabes) complètent le régime alimentaire du pygargue à tête blanche. Dans les colonies d'oiseaux de mer, il peut exercer sa prédation sur les adultes et les poussins, mais aussi sur les œufs.
Il utilise ses pattes aux serres acérées pour saisir et transporter ses proies. Lorsque la nourriture est insuffisante, le pygargue peut prendre la nourriture à d'autres prédateurs, comme le balbuzard pêcheur ou bien attaquer des animaux comme le coyote, le renard, le vautour ou la corneille. Il peut lui-même être attaqué par l'aigle royal. En principe solitaires, les individus se rassemblent en groupes en hiver là où la nourriture est abondante. C’est notamment le cas pendant la migration des saumons.

### Reproduction

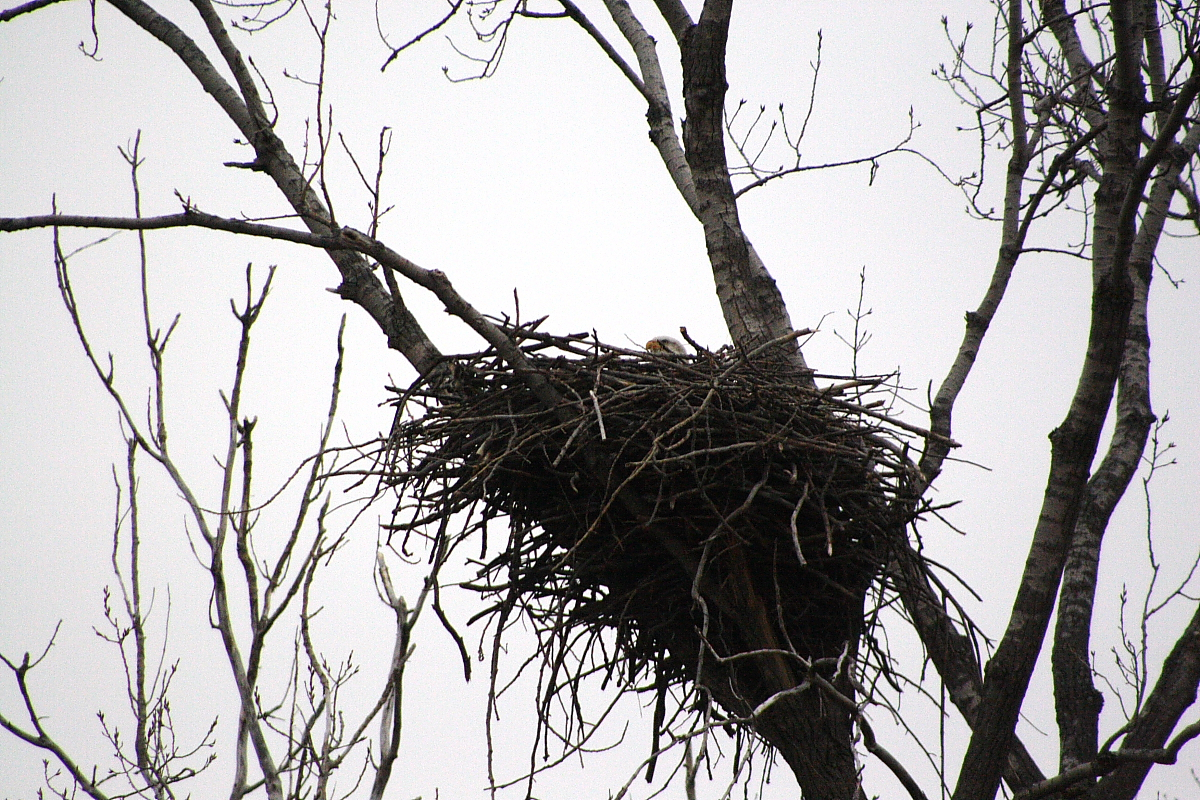
Nid d'un pygargue à tête blanche.

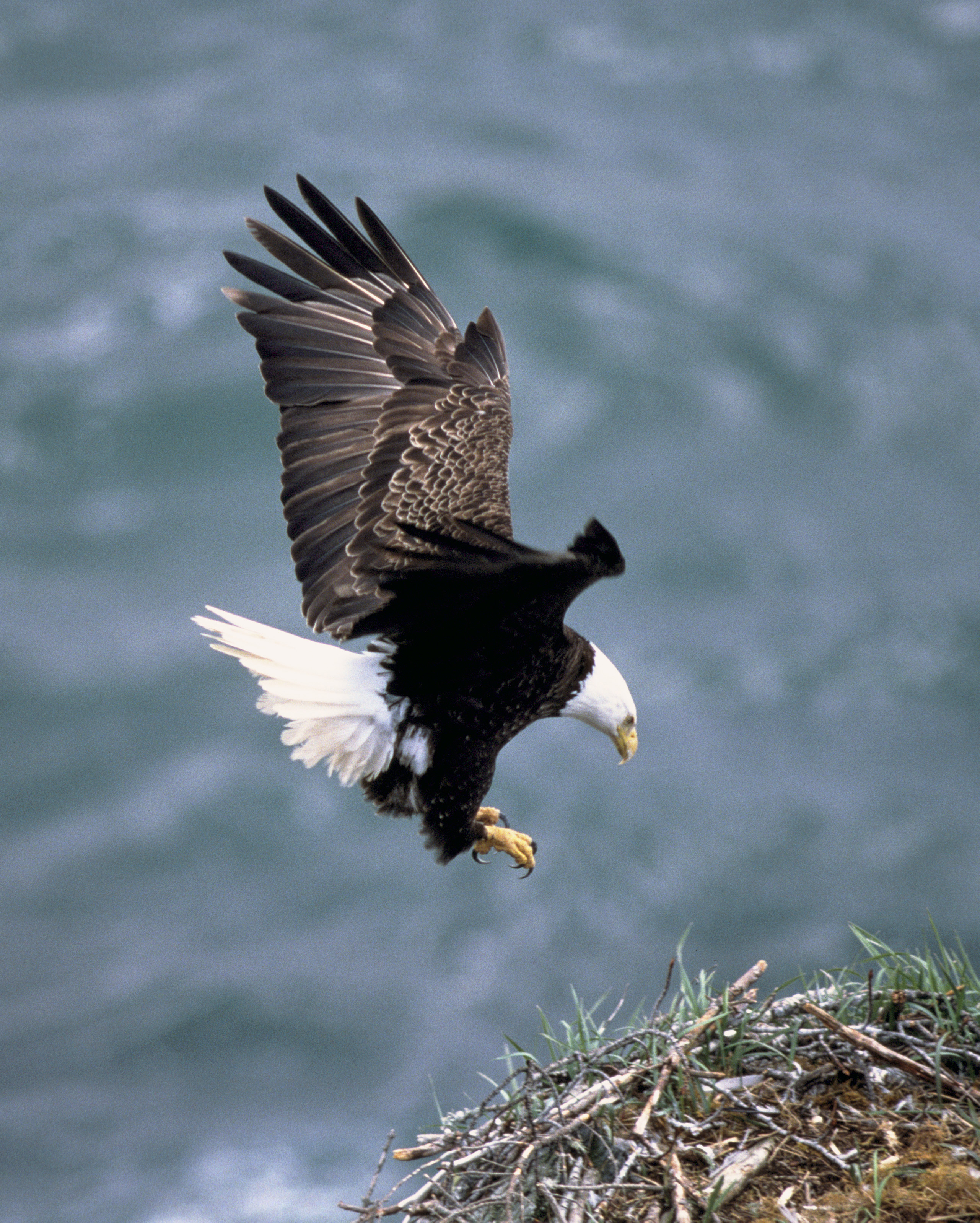
Un pygargue à tête blanche en train de se poser sur son nid.

Le pygargue à tête blanche peut se reproduire dès l'âge de quatre ans (quelques cas avec succès à trois ans) mais le plus souvent à partir de cinq ans : il retourne alors souvent à l'endroit où il est né (phénomène de philopatrie).
La saison de reproduction s'étend d'octobre à avril dans le sud de l'aire de répartition de l'espèce et d'avril à août dans le nord.
Les couples se reforment chaque année et exécutent une parade nuptiale spectaculaire. Ils s’accrochent tous les deux par les serres en tournoyant en plein ciel, se laissent tomber et se séparent juste avant de toucher le sol.
Les deux partenaires sont fidèles l'un à l'autre tout au long de leur vie. Ce lien cesse lorsque l'un meurt mais aussi si le couple ne peut se reproduire.
Mâle et femelle construisent ensemble le nid, posé sur le sol, accroché à une falaise ou installé sur un buisson ou dans un grand arbre (de préférence un pin dans une grande partie de l'aire de répartition), près d'une étendue d'eau. Le pygargue à tête blanche construit les plus grands nids d'Amérique du Nord : ils peuvent atteindre quatre mètres de hauteur, pour 2,5 mètres de largeur et peser jusqu'à une tonne, mais la dépression centrale n'atteint qu'une dizaine de centimètres. On a trouvé en Floride un nid de 6,1 mètres de hauteur, 2,9 mètres de largeur et pesant 2,7 tonnes. Les rapaces peuvent aussi tout simplement ajouter à leur aire déjà installée des matériaux divers : verdures, lambeaux de peau, pelotes de réjection, branches... Le nid peut ainsi être regarni chaque année pendant une très longue période, près de 70 ans, avant de s’effondrer sous son poids.

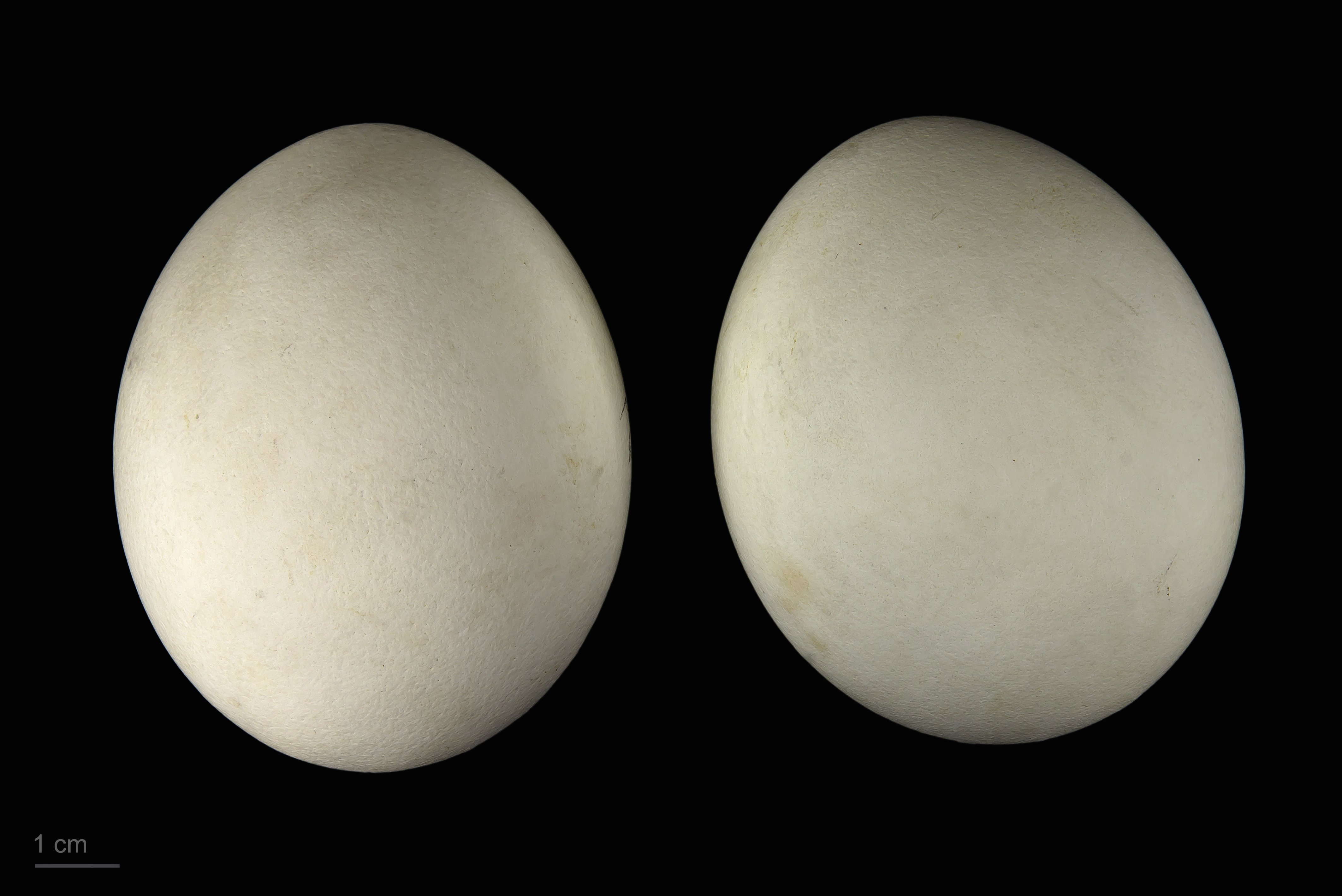
Haliaeetus leucocephalus - MHNT.

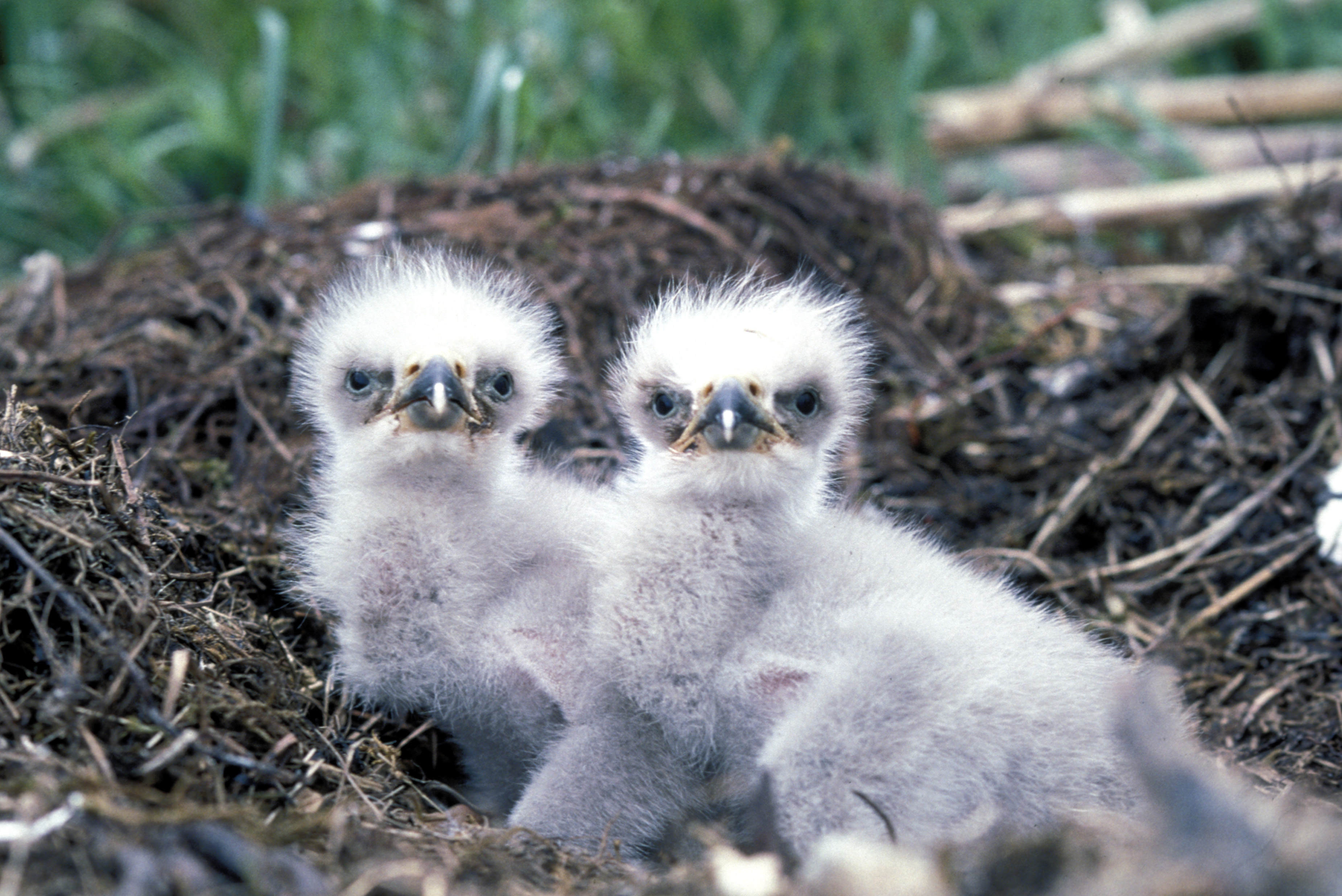
Deux oisillons.

La femelle pond généralement deux œufs par an, parfois seulement un ou jusqu'à trois, rarement quatre. Les œufs, d'un blanc terne, mesurent en moyenne 7,3 centimètres sur 5,5 centimètres. Ils peuvent constituer des proies faciles pour les mouettes, les grands corbeaux, pies, les ours noirs et les ratons laveurs. Le temps moyen d'incubation est de 35 jours. Les parents couvent à tour de rôle puis demeurent avec les oisillons, naissant couverts d'un duvet gris pâle, jusqu'à ce qu'ils aient quatre semaines. Le mâle et la femelle se relaient pour s'occuper de leur progéniture, améliorer le nid et chercher de la nourriture. Les oisillons quittent le nid vers l’âge de dix à treize semaines.

## Le pygargue et les hommes

### Statut, menaces et préservation
Le pygargue à tête blanche était une espèce commune dans toute l'Amérique du Nord avant d'être menacée par différents facteurs au milieu du XXe siècle. On attribua la fragilisation de la coquille des œufs à l'usage du pesticide DDT et à la biomagnification. Si le DDT n'est pas mortel pour les adultes, il affecte néanmoins le métabolisme de l'oiseau, le rendant stérile ou incapable de produire des œufs viables.
D'autres facteurs ont réduit sa population, dont la fragmentation et dégradation de ses habitats naturels. En 1983, une étude américaine basée sur l'analyse de dépouilles a listé ses principales causes de mortalité : chasse illégale, électrocution sur les lignes à haute tension, hydrargyrisme (empoisonnement au mercure) et saturnisme aviaire (induit par l'ingestion de plombs de chasse ou de fragments de balles). Les collisions et l'émaciation étaient les causes secondaires les plus fréquentes.
Le pygargue à tête blanche a d'abord été protégé par le traité sur les oiseaux migrateurs de 1918, d'abord aux États-Unis et au Canada, avant que ce statut soit étendu à toute l'Amérique du Nord. Le Bald Eagle Protection Act de 1940, qui prenait également en compte l'aigle royal, interdisait leur capture à des fins commerciales et leur chasse.
Le pygargue à tête blanche fut déclaré espèce menacée par les États-Unis en 1967 ; des amendements à la loi de 1940 furent pris pour renforcer les restrictions commerciales et pour alourdir les peines envers les contrevenants. En 1972, le DDT fut interdit aux États-Unis. En 1989, le DDT fut complètement banni au Canada, après que son usage eut été strictement limité à la fin des années 1970.
Dans les années 1950, il ne restait plus que 412 couples de pygargues à tête blanche aux États-Unis, hors de l'Alaska, mais ces mesures de protection eurent pour effet une augmentation du nombre de pygargues. Au début des années 1980, on estimait leur population à 100 000 oiseaux, entre 110 000 et 115 000 en 1992, avec une forte concentration en Alaska (40 000 à 50 000 individus) et en Colombie-Britannique (20 000 à 30 000). Il y en avait plus de 300 000 aux États-Unis fin 2019, soit 4,4 fois plus qu'en 2009 selon une évaluation faite par le Service de la pêche et de la faune.
Le 12 juillet 1995, l'United States Fish and Wildlife Service l'avait classé sur la liste des espèces en danger. Le 6 juillet 1999, il a été proposé de le retirer de cette liste, ce qui fut fait officiellement le 28 juin 2007. Le pygargue a aussi été classé dans la catégorie « préoccupation mineure » sur la liste rouge de l'UICN. La population au Québec reste vulnérable même si l'espèce est en légère augmentation (avec plus de cinq cents spécimens dont une centaine sur l'île d'Anticosti et le reste principalement en Outaouais).
Ces aigles ne semblent plus menacés, mais ils sont cependant généralement en mauvaise santé. En 2022, dans la revue Science, une étude montre que l'ingestion de plomb de chasse par les aigles reste très préoccupante : pour 1 210 aigles à tête blanche et royaux évaluées dans 38 États (dont 620 aigles vivants), près de 50% soufraient d'empoisonnements répétés au plomb. Le phénomène est généralisé et les empoisonnements fréquents ; c'est « une contrainte sous-estimée mais importante pour les populations continentales de ces espèces protégées emblématiques » selon les auteurs de l'étude qui plaident pour l'abandon des munitions au plomb au profit de munitions alternatives (balles en cuivre par exemple) ; « le changement pourrait apporter de grands avantages à la faune, ainsi qu'aux chasseurs - et en particulier à leurs enfants - qui consomment du gibier sauvage ».

### Captivité

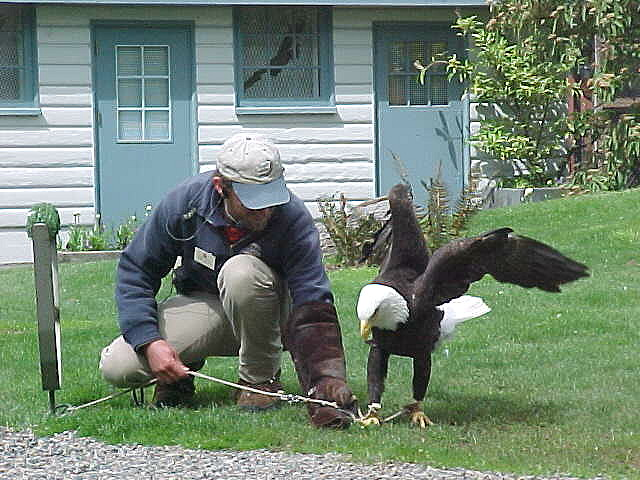
Pygargue en captivité.

Garder un pygargue en captivité est soumis à autorisation aux États-Unis. Seules les institutions publiques à vocation éducative sont autorisées à posséder cet oiseau. Elles montrent des animaux qui ont été blessés et qui ne peuvent survivre dans le milieu naturel. Les pygargues doivent être élevés dans des équipements adaptés et par des personnels expérimentés. Ils ne peuvent en aucun cas être utilisés pour la fauconnerie. En règle générale, le pygargue n'est pas un oiseau facile à dresser du fait de sa nature timide, stressée et imprévisible. Il ne peut pas vivre longtemps en captivité et ne se reproduit pas, même dans les meilleures conditions. Au Canada, une autorisation est aussi nécessaire pour la fauconnerie.

### Le pygargue dans la culture amérindienne
Le pygargue à tête blanche était un oiseau sacré dans plusieurs cultures des Nord-Amérindiens qui utilisaient ses plumes pour les coiffes et les costumes religieux. Les aigles en général étaient considérés comme des messagers spirituels entre les dieux et les êtres humains. Au cours des pow wows, plusieurs danseurs portaient les serres des oiseaux comme marque de prestige. Les plumes étaient employées dans les cérémonies sacrées et dans l'ornementation des vêtements d'apparat. Les Lakotas par exemple donnaient des plumes comme symbole honorifique aux personnes ayant réalisé un exploit. Aujourd'hui, elles peuvent être données à l'issue d'une cérémonie de remise de diplôme universitaire.
Pour les Pawnees, ces oiseaux étaient des symboles de fertilité parce que leurs nids sont aménagés en hauteur et parce qu'ils protègent farouchement leurs petits. Les Kwakwaka'wakw éparpillaient des plumes pour accueillir des invités de marque. Chez les tribus des Grandes Plaines, pendant la danse du Soleil, on émettait des sifflements en soufflant dans un os d'aigle. Aux États-Unis, la loi précise que seuls les membres d'une tribu amérindienne reconnue par le gouvernement fédéral peuvent obtenir des plumes de pygargue à tête blanche ou d'aigle royal pour des usages spirituels et religieux.

### Symbole des États-Unis
Le pygargue à tête blanche est l'oiseau national des États-Unis. Il est l'un des symboles les plus connus du pays et apparaît sur la plupart des sceaux officiels, y compris sur celui du président américain. Il a été choisi le 20 juin 1782 par le Congrès continental : il est représenté tenant des flèches et une branche d'olivier entre ses serres.

Grand sceau des États-Unis.
Sceau du président des États-Unis.
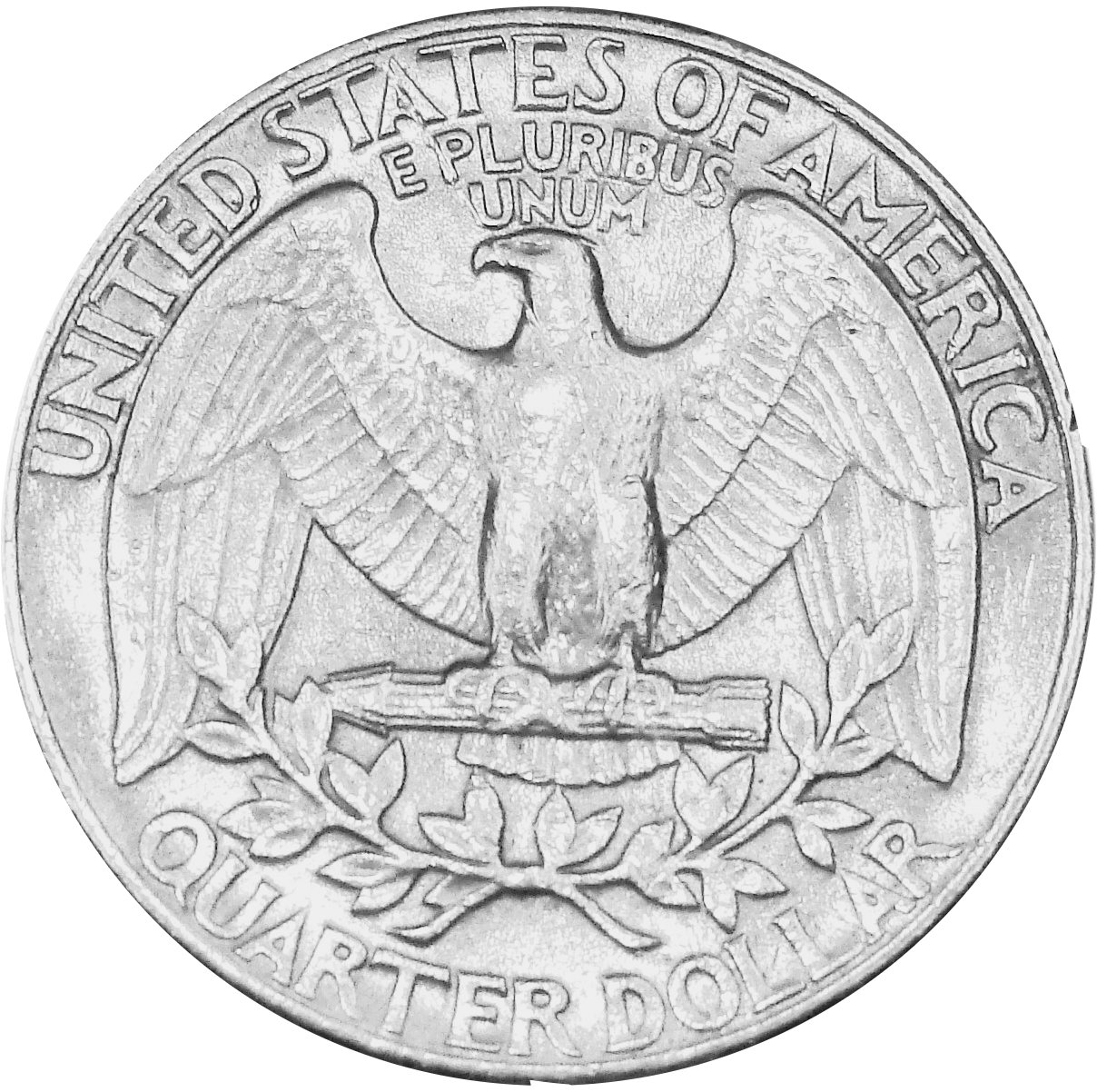
Pygargue à tête blanche sur un quarter américain.
Emblème du département de l'Air Force.
Drapeau de l'United States Air Force.
Drapeau de l'Illinois
NSA.
CIA.

En 1784, après la guerre d'indépendance, le savant et philosophe Benjamin Franklin écrivit de Paris une lettre célèbre à sa fille critiquant ce choix et proposant de remplacer le pygargue par le dindon sauvage qui, selon lui, représentait mieux les qualités américaines. Il estimait en effet que le rapace était un oiseau de mauvaise moralité (a Bird of bad moral character), et trop paresseux pour pêcher lui-même (too lazy to fish for himself), survivant seulement en dérobant les prises du balbuzard. Il préférait le dindon sauvage, qui était à ses yeux un oiseau bien plus respectable (a much more respectable Bird), un peu vaniteux et ridicule mais courageux (a little vain & silly [but] a Bird of Courage).
Le pygargue à tête blanche apparaît sur plusieurs pièces de monnaie comme le quarter (25 cents), la pièce de 1 dollar et sur plusieurs monnaies commémoratives, ainsi que sur de nombreux timbres d'usage courant.
Entre 1916 et 1945, le drapeau présidentiel montrait le rapace la tête tournée vers sa gauche, ce qui donna lieu à la légende urbaine : l'oiseau regarderait vers le rameau d'olivier en temps de paix et vers les flèches en temps de guerre.
L'aigle « Sam » a été choisi en 1984 pour devenir la mascotte des Jeux olympiques d'été de Los Angeles. Dessiné par Robert Moore et ses associés des Productions Walt Disney, « Sam » prit une apparence très sympathique et joviale afin de plaire aux enfants.

## Philatélie
Collection de timbres postaux et fiscaux. Le pygargue à tête blanche est particulièrement connu pour être le Grand sceau des États-Unis.

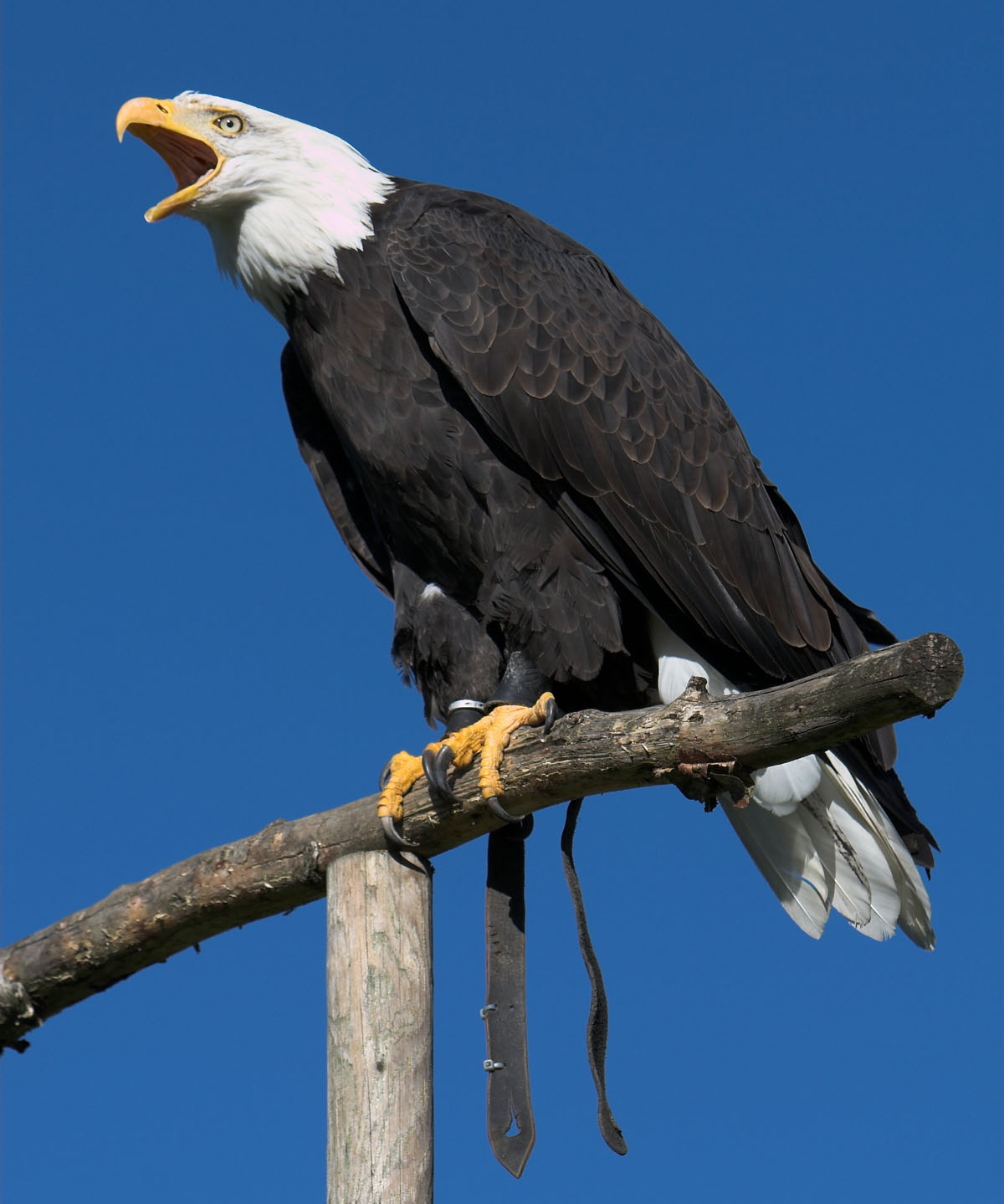
Pygargue à tête blanche (Haliaeetus leucocephalus).
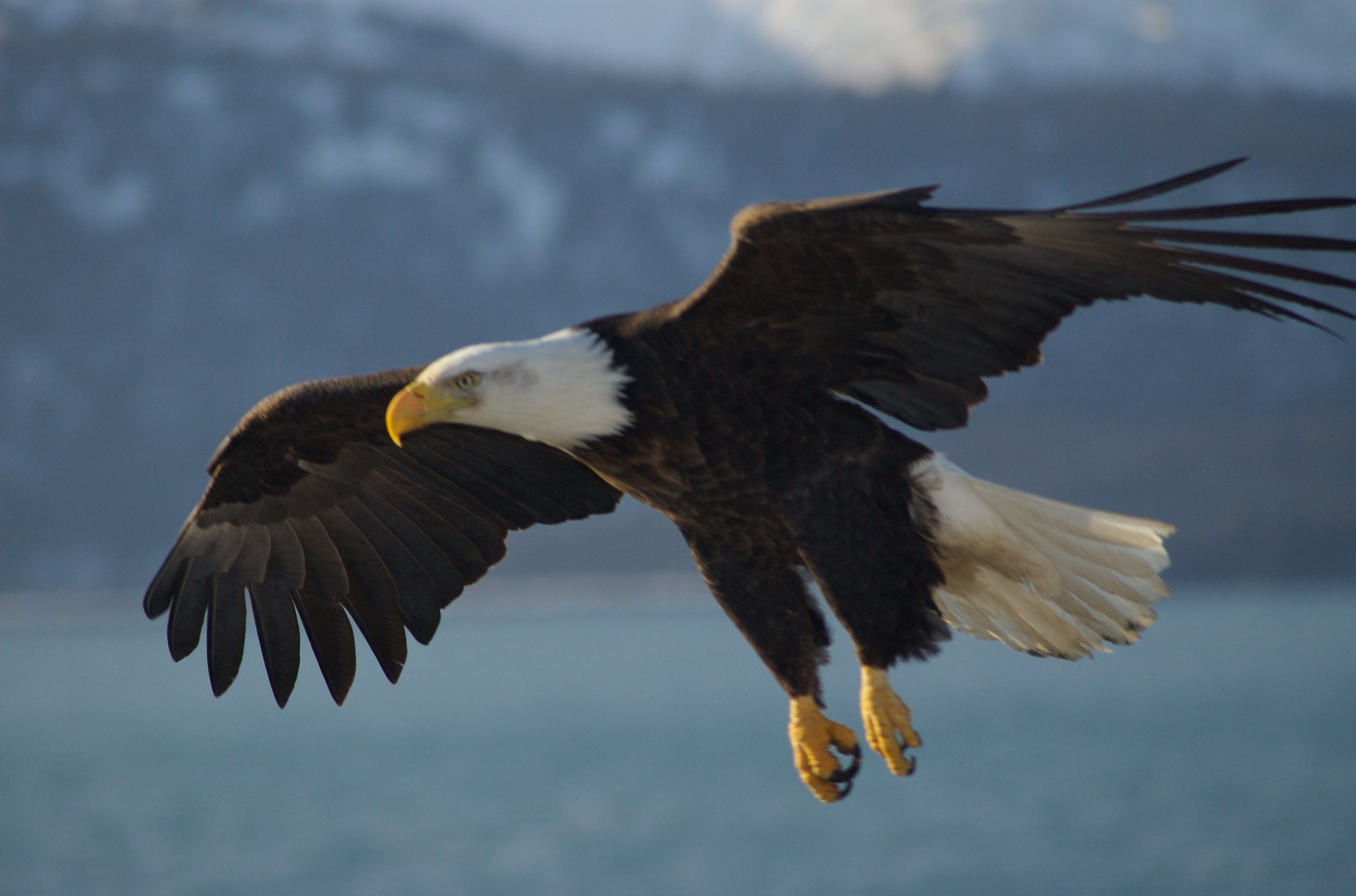
Pygargue à tête blanche, Alaska.
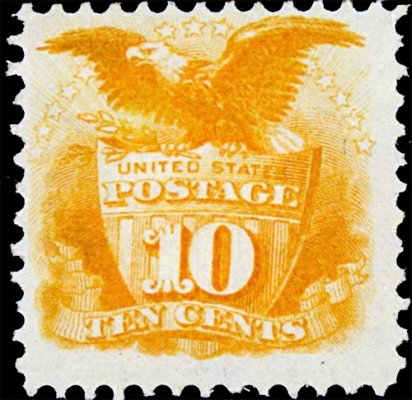
Le pygargue à tête blanche associé à un bouclier a été utilisé sur de nombreux timbres américains.
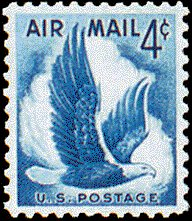
Septembre 1954 / 4 cents Bleu / Aigle.
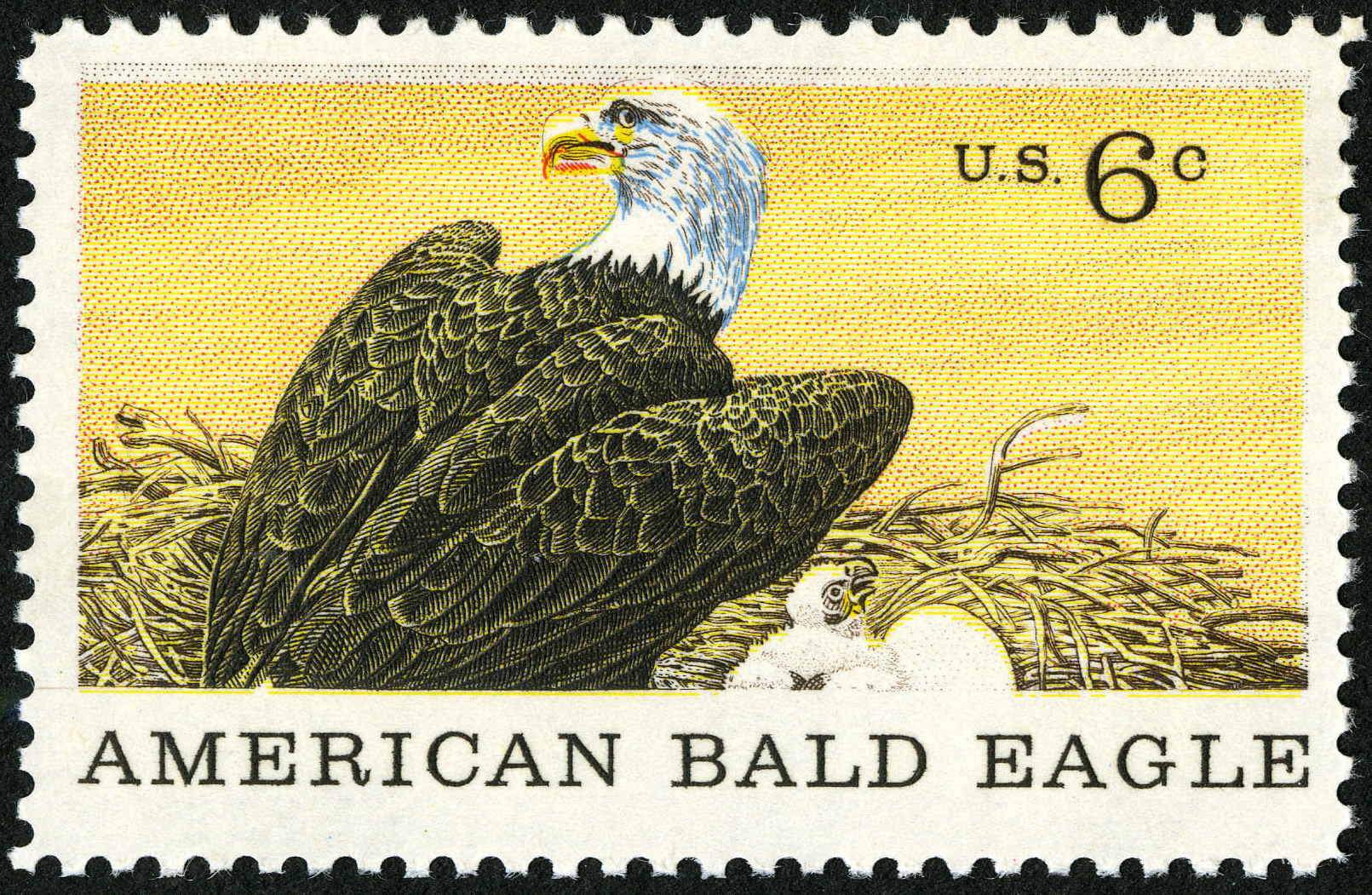
Histoire naturelle Pygargue à tête blanche américaine 6 cents 1970.
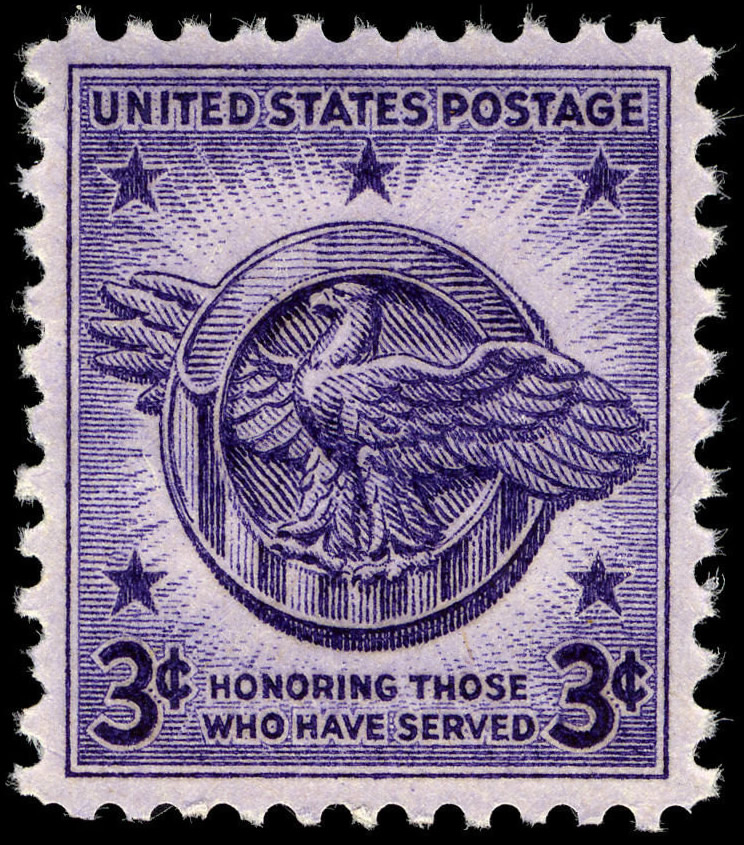
Anciens combattants de la Seconde Guerre mondiale – Honorer ceux qui ont servi – Timbre américain de 3 cents, émis en 1946.
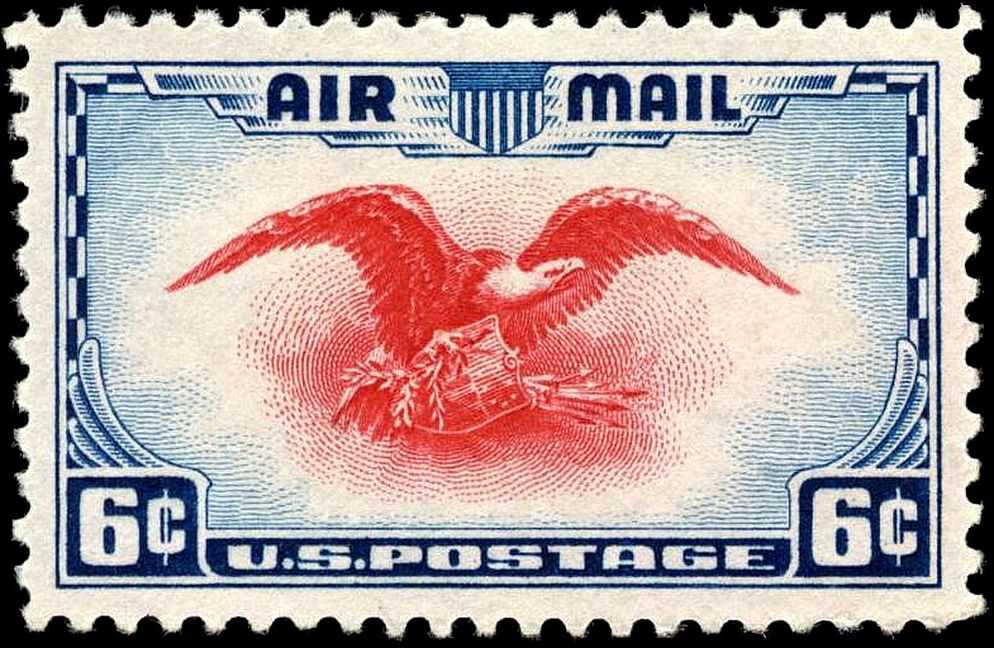
Image photo du timbre US Airmail, 6 cents, émission de 1938.

## Sport
Le pygargue à tête blanche a été choisi pour logo ou mascotte de nombreux clubs ou franchises de sport professionnel.
Les Philadelphia Eagles par exemple, franchise de NFL, ont un pygargue à tête blanche pour logo, qui figure à la fois sur les casques et manches des maillots des joueurs, mais ont également Swoop, une mascotte à l'effigie d'un pygargue à tête blanche.
L’aigle Méfi, mascotte du club de football de l’OGC Nice, est une femelle pygargue à tête blanche.
Sherkan est quant à lui la mascotte du Genève-Servette Hockey Club.